# 1333
1333 (MCCCXXXIII) fue un año común comenzado en viernes del calendario juliano.

## Acontecimientos
- El sultán meriní Abu al-Hasan ben Uthman recupera Gibraltar del control del reino de Castilla.
- Don Juan Manuel obtiene el título de Príncipe de Villena.

## Nacimientos
- Enrique II de Castilla

## Fallecimientos
- Nikko Shonin, monje budista.
- Nicolás V, antipapa.